# まんがでわかるLinux シス管系女子
『まんがでわかるLinux シス管系女子』（まんがでわかるリナックス シスかんけいじょし）とは、Piro（結城洋志）による日本の漫画作品。日経Linux2011年9月号より「シス管系女子」として、2012年10月号より「#!シス管系女子」（シェバン！ - ）として連載されている教育漫画。とある企業のシステム部に配属された新人利奈みんとが、日々の業務の中で先輩である大野桜子の助けを得ながら、一人前のシステム管理者に成長していく物語。

## 概要
毎話6ページほど、シェルスクリプトなど、Linuxに関する疑問や機能といった特定の1つのテーマについて解説される。初心者だけでなく、中級者や上級者からの評価も高いとされる。

## 登場人物
利奈 みんと（りな みんと）
主人公の新入社員。手違いによりシステム部に配属されることとなる。先輩である大野桜子からは「みんとちゃん」と呼ばれている。名前の由来はLinux Mintから。
大野 桜子（おおの おうこ）
みんとの先輩。毎回初心者であるみんとに指導をしている。2006年から日経Linuxで行われたOpenOffice.orgの解説連載記事の登場人物「大野さん」が原型。名前の由来はOpenOffice.orgの略称「OOo」にちなむ。
谷町先輩
みんとの先輩であり、手違いによりみんとをシステム部に配属させた張本人。スパルタ指導のためみんとのトラウマとなっている。2006年から日経Linuxで行われたOpenOffice.orgの解説連載記事の登場人物「T先輩」が原型。

## 単行本
- Piro「まんがでわかるLinux シス管系女子」日経BP社、日経BPパソコンベストムック。2015年4月3日発行。ISBN 978-4-8222-2496-7
- Piro「まんがでわかるLinux シス管系女子 2」日経BP社、日経BPパソコンベストムック。2016年1月22日発行。ISBN 978-4-8222-3607-6
- Piro「まんがでわかるLinux シス管系女子 3」日経BP社、日経BPパソコンベストムック。2018年4月19日発行。ISBN 978-4-8222-5678-4